# Arboridia pusilla
Arboridia pusilla är en insektsart som först beskrevs av Ribaut 1936.  Arboridia pusilla ingår i släktet Arboridia och familjen dvärgstritar. Inga underarter finns listade i Catalogue of Life.